# Suite (mathématiques élémentaires)
Cet article est une introduction à la notion de suite. Pour une présentation formelle et détaillée, voir Suite (mathématiques).
En mathématiques, de manière intuitive, on construit une suite de nombres réels en choisissant un premier nombre que l'on note u1, un second noté u2, un troisième noté u3, etc.
Une suite infinie est donnée si, à tout entier n supérieur ou égal à 1, on fait correspondre un nombre réel noté un. Le réel un est appelé le terme d'indice n de la suite.
On peut décider de commencer les indices à 0 au lieu de 1 ou bien de faire démarrer les indices à partir d'un entier n0. On peut aussi décider d'arrêter les indices à un certain N. On crée alors une suite finie.
Une suite peut donc être vue comme une application de l’ensemble des entiers naturels, {\displaystyle \mathbb {N} } ou d'une partie A de {\displaystyle \mathbb {N} } à valeurs dans {\displaystyle \mathbb {R} }. Si u est une application de A à valeur dans {\displaystyle \mathbb {R} }, on note un, l’image u(n) de n par u. L’application u est notée {\displaystyle (u_{n})_{n\in A}} ou plus simplement {\displaystyle (u_{n})}.
Il existe donc deux notations voisines : la notation (un) correspondant à une application et la notation un désignant un nombre réel.
Lorsque A = {\displaystyle \mathbb {N} } — la suite u a pour ensemble d'indices l'ensemble {\displaystyle \mathbb {N} } des entiers naturels — on obtient la suite : (u0, u1, …, un, …). Les trois derniers petits points consécutifs signifient qu’il y a une infinité de termes après.
Si A = {1, 2, …, N} alors la suite est une suite finie, de N termes : (u1, u2, …, uN).

## Construction des termes
Le choix des termes de la suite peut se faire « au hasard », comme pour la suite donnant les résultats successifs obtenus en lançant un dé. On parle alors de suite aléatoire. Mais en général, le choix de chaque terme se fait selon une règle souvent précisée, soit par une phrase, soit par une expression permettant de calculer un en fonction de n. On dit alors que l'on a défini la suite par son terme général. On peut aussi donner une règle de construction du terme d'indice n à l'aide des termes déjà construits, on parle alors de suite définie par récurrence.
Par exemple :
- La suite des nombres pairs non nuls est la suite commençant par les nombres 2, 4, 6, 8, 10, ... Le terme d'indice n est l'entier 2n. On note la suite {\displaystyle (2\,n)_{n\in \mathbb {N} *}} ;
- La suite dont tous les termes sont nuls est la suite 0, 0, 0, 0, ... C'est une suite constante. On la note {\displaystyle (0)_{n\in \mathbb {N} }} ;
- La suite prenant alternativement les valeurs 1 et -1 est la suite 1, -1, 1, -1 , ... On la note {\displaystyle ((-1)^{n})_{n\in \mathbb {N} }} ;
- La suite des nombres premiers rangés par ordre croissant est 2, 3, 5, 7, 11, 13, …. Cette suite ne peut pas être définie par son terme général car on ne connait pas de moyen de calculer le terme d'indice n directement en fonction de n ;
- La suite commençant par u0 = 0 et dont chaque terme est obtenu en doublant le terme précédent et en ajoutant 1 commence par 0, 1, 3, 7, 15, 31, …. C'est une suite définie par une récurrence simple. On peut montrer que son terme général est donnée par un = 2n – 1 ;
- La suite commençant par u0 = 1 et u1 = 1 et dont chaque terme est obtenu en faisant la somme de deux termes précédents commence par 1, 1, 2, 3, 5, 8, 13, …. C'est une suite définie par une récurrence double. Elle est connue sous le nom de suite de Fibonacci.

Les suites les plus étudiées en mathématiques élémentaires sont les suites arithmétiques et les suites géométriques, mais aussi les suites arithmético-géométriques.

## Variations d’une suite
Soit {\displaystyle u=(u_{n})_{n\in \mathbb {N} }} une suite réelle, on a les définitions suivantes :

### Croissance
La suite u est dite "croissante" si pour tout entier naturel n, {\displaystyle u_{n}\leq u_{n+1}.}
On a donc, {\displaystyle u_{0}\leq u_{1}\leq \ldots \leq u_{n}\leq u_{n+1}.}
La suite u est dite strictement "croissante" si pour tout entier naturel n, {\displaystyle u_{n}<u_{n+1}.}

### Décroissance
La suite u est dite "décroissante" si pour tout entier naturel n, {\displaystyle u_{n}\geq u_{n+1}.}
On a donc, {\displaystyle u_{0}\geq u_{1}\geq \ldots \geq u_{n}\geq u_{n+1}.}
La suite u est dite strictement "décroissante" si pour tout entier naturel n, {\displaystyle u_{n}>u_{n+1}.}

### Monotonie
La suite u est "monotone" si elle est "croissante" ou "décroissante". De même, la suite u est strictement monotone si elle est strictement croissante ou strictement décroissante.

### Suite stationnaire
Une suite u est dite stationnaire s’il existe un rang n0 à partir duquel tous les termes de la suite sont égaux, c'est-à-dire un entier naturel n0 tel que pour tout entier naturel n supérieur à n0, {\displaystyle u_{n}=u_{n_{0}}}.

### Exemples
- Si pour tout entier naturel n, un = 2n + 1,
la suite u est croissante.
- Si pour tout entier naturel n non nul, {\displaystyle v_{n}={\frac {1}{n}}},
la suite v est décroissante.

Les suites u et v sont donc monotones (et même strictement).
- En revanche, la suite w définie par : pour tout entier naturel n, {\displaystyle w_{n}=(-1)^{n+1}}
n'est pas monotone en effet {\displaystyle w_{0}=-1}, {\displaystyle w_{1}=1}, {\displaystyle w_{2}=-1}. Elle n'est ni croissante, ni décroissante.
- Étudier les variations d’une suite c’est déterminer si elle est croissante ou décroissante.

Donnons quelques règles pratiques permettant d’étudier les variations d’une suite :
- on étudie pour tout entier naturel n, le signe de {\displaystyle u_{n+1}-u_{n}\,} ;
- lorsque tous les termes de la suite sont strictement positifs et qu’ils sont sous forme d’un produit, on peut étudier pour tout entier naturel n, le rapport {\displaystyle {\frac {u_{n+1}}{u_{n}}}} et on le compare à 1 ;
- si le terme général un est de la forme f(n), où f est une fonction définie sur {\displaystyle [0,+\infty [}, et si f est croissante (resp. décroissante), alors u est croissante (resp. décroissante).

## Majorant, minorant
Suite majorée
Une suite u est dite majorée s'il existe un réel M tel que pour tout entier naturel n, {\displaystyle u_{n}\leq M}
Le réel M est appelé un majorant de la suite. Dès lors qu'une suite est majorée, il existe une infinité de majorants (tous les réels supérieurs à un majorant quelconque).
Suite minorée
Une suite u est dite minorée s'il existe un réel m tel que pour tout entier naturel n, {\displaystyle u_{n}\geq m}. Le réel m est appelé un minorant de la suite. Dès lors qu'une suite est minorée, il existe une infinité de minorants (tous les réels inférieurs à un minorant quelconque).
Suite bornée
Une suite u est dite bornée si elle est à la fois majorée et minorée.
Dans ce cas, il existe des réels M et m tels que pour tout entier naturel n, {\displaystyle m\leq u_{n}\leq M}.

### Caractère borné
u est bornée si et seulement s'il existe un réel K tel que pour tout entier naturel n, {\displaystyle |u_{n}|\leq K} (il suffit de prendre pour K la valeur absolue de celui de M et m qui est le plus grand en valeur absolue : {\displaystyle K=\max(|M|,|m|)}).
Conséquence :
Pour démontrer qu’une suite u est bornée, il suffit de montrer que la suite (|un|) est majorée.

### Exemples
- La suite u définie par : pour tout entier naturel n, {\displaystyle u_{n}=-3\,n+1} est majorée par 1 mais n’est pas minorée ;
- La suite v définie par : pour tout entier naturel n, {\displaystyle v_{n}=(n-7)^{2}} est minorée par 0 mais n’est pas majorée ;
- La suite w définie par : pour tout entier naturel non nul n, {\displaystyle w_{n}={\frac {1}{n}}} est bornée (son plus grand terme est {\displaystyle w_{1}=1}, c'est aussi le plus petit des majorants ; elle n'a pas de plus petit terme car elle est strictement décroissante, mais le plus grand des minorants est 0, c'est aussi sa limite).

### Propriétés
- Une suite croissante u est minorée par son premier terme u0 ;
- Une suite décroissante u est majorée par son premier terme u0 ;
- Lorsque le terme général un d’une suite s’écrit sous la forme d’une somme de n termes, on peut minorer la somme par n fois le plus petit terme de la somme et majorer par n fois le plus grand. Mais cela ne permet pas toujours d’obtenir un minorant ou un majorant de la suite.